# (6218) Mizushima
(6218) Mizushima ist ein Asteroid des inneren Hauptgürtels, der am 4. Februar 1989 von den japanischen Astronomen Hiroki Kōsai und Kiichirō Furukawa am Kiso-Observatorium (IAU-Code 381) in Kiso am Berg Ontake entdeckt wurde.
Der Himmelskörper wurde nach dem Industriegebiet Mizushima nahe der Großstadt Kurashiki in der Präfektur Okayama auf der japanischen Hauptinsel Honshū benannt.